# Ельгг
Ельгг (нім. Elgg) — місто  в Швейцарії в кантоні Цюрих, округ Вінтертур.

## Географія
Місто розташоване на відстані близько 125 км на північний схід від Берна, 29 км на північний схід від Цюриха.
Ельгг має площу 24,4 км², з яких на 9,5% дозволяється будівництво (житлове та будівництво доріг), 46,9% використовуються в сільськогосподарських цілях, 43,1% зайнято лісами, 0,4% не є продуктивними (річки, льодовики або гори).

## Демографія
2019 року в місті мешкало 4942 особи (+12,7% порівняно з 2010 роком), іноземців було 18%. Густота населення становила 203 осіб/км².
За віковим діапазоном населення розподілялося таким чином: 20,6% — особи молодші 20 років, 60,5% — особи у віці 20—64 років, 18,9% — особи у віці 65 років та старші. Було 2146 помешкань (у середньому 2,3 особи в помешканні).
Із загальної кількості 1565 працюючих 119 було зайнятих в первинному секторі, 445 — в обробній промисловості, 1001 — в галузі послуг.